# Dům U Tří mečů (Celetná)
Dům U Tří mečů, zvaný také U Srpů, je řadový městský dům na Starém Městě v Praze, v ulici Celetná č.p. 554/4. Od roku 1964 je kulturní památkou.

## Historie a popis
Trojpatrový dům je novostavba z roku 1867, provedená podle plánu architekta a stavitele Alexandra Hellmicha (1813–1876). Na stejném místě byl předtím starší objekt, původně gotický (částečně dochováno ve sklepech i ve zdivu), barokně a klasicistně přestavěný.
V roce 1389 vyženil původní dům Jan Parléř (syn Petra Parléře), když si vzal vdovu po mincmistru Janu Rotlevovi. V roce 1407 je doložen název U srpů, v roce 1652 pak U tří zlatých mečů.

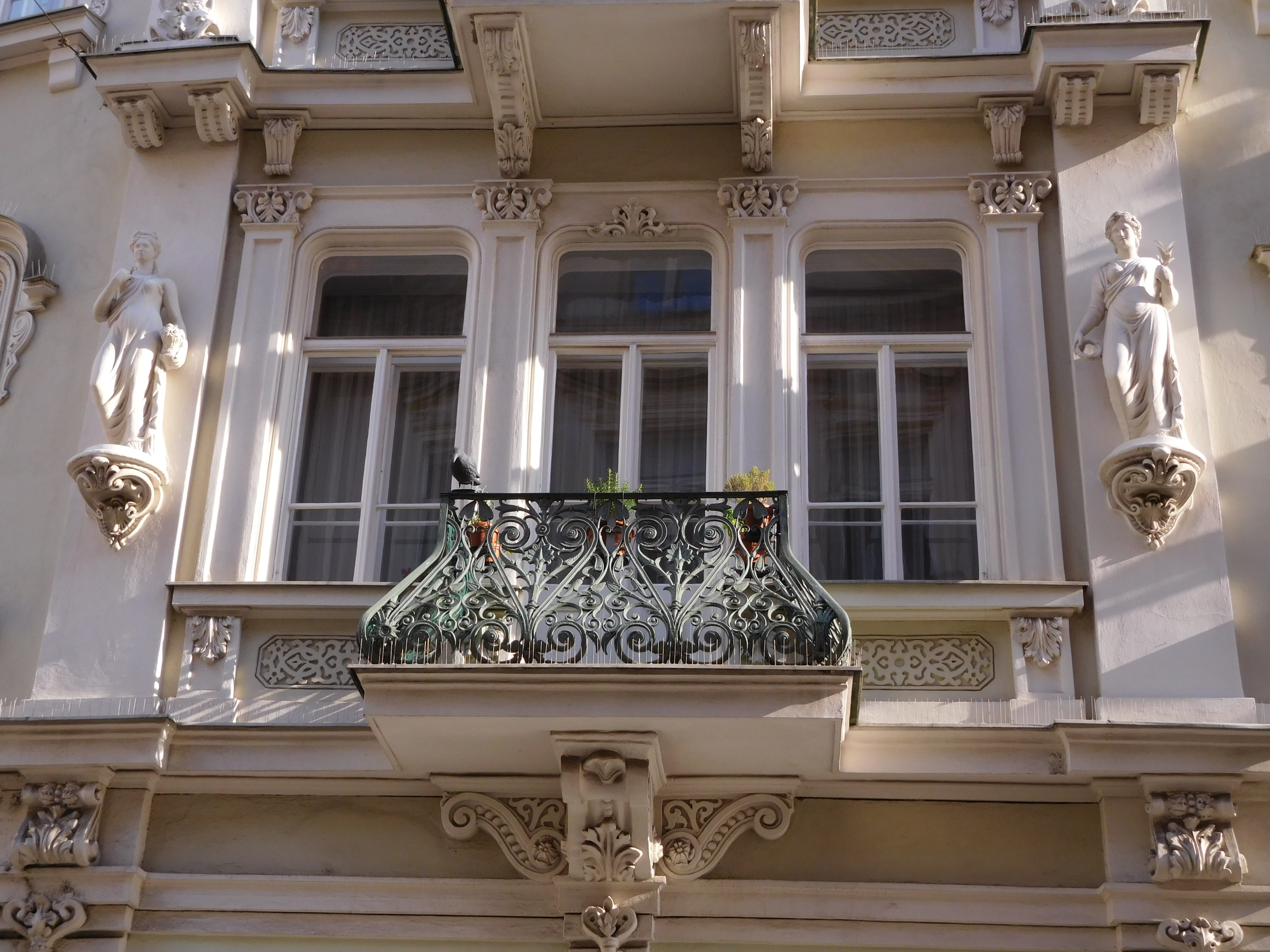
Detail: balkon v 1. patře

Objekt tvoří hlavní budova a dvorní křídla. Průčelí do Celetné ulice je třípatrové, šestiosé, s romantickými druhorokokovými a gotizujícími prvky. Osy jsou nepravidelně rozmístěné, tři střední osy a okraje stavby zdůrazňují pilastry. Okna mají bohatý štukový dekor, v soklech pilastrů jsou štukové plastiky čtyř alegorických žen. V prvním a druhém patře jsou ve středu průčelí balkóny s kovovým zábradlím.
Dvorní fasády mají nepodklenuté pavlače s klasicistními krakorci a klasicistním zábradlím.